# Maxera vestipicta
Maxera vestipicta là một loài bướm đêm trong họ Noctuidae.